# Millomontia
Millomontia is een geslacht van hooiwagens uit de familie Triaenonychidae.
De wetenschappelijke naam Millomontia is voor het eerst geldig gepubliceerd door Lawrence in 1959. 

## Soorten
Millomontia omvat de volgende 2 soorten:
- Millomontia brevispina
- Millomontia vadoni